# Marrubium peregrinum
Marrubium peregrinum är en kransblommig växtart som beskrevs av Carl von Linné. Marrubium peregrinum ingår i släktet kransborrar, och familjen kransblommiga växter. Inga underarter finns listade i Catalogue of Life.

## Bildgalleri

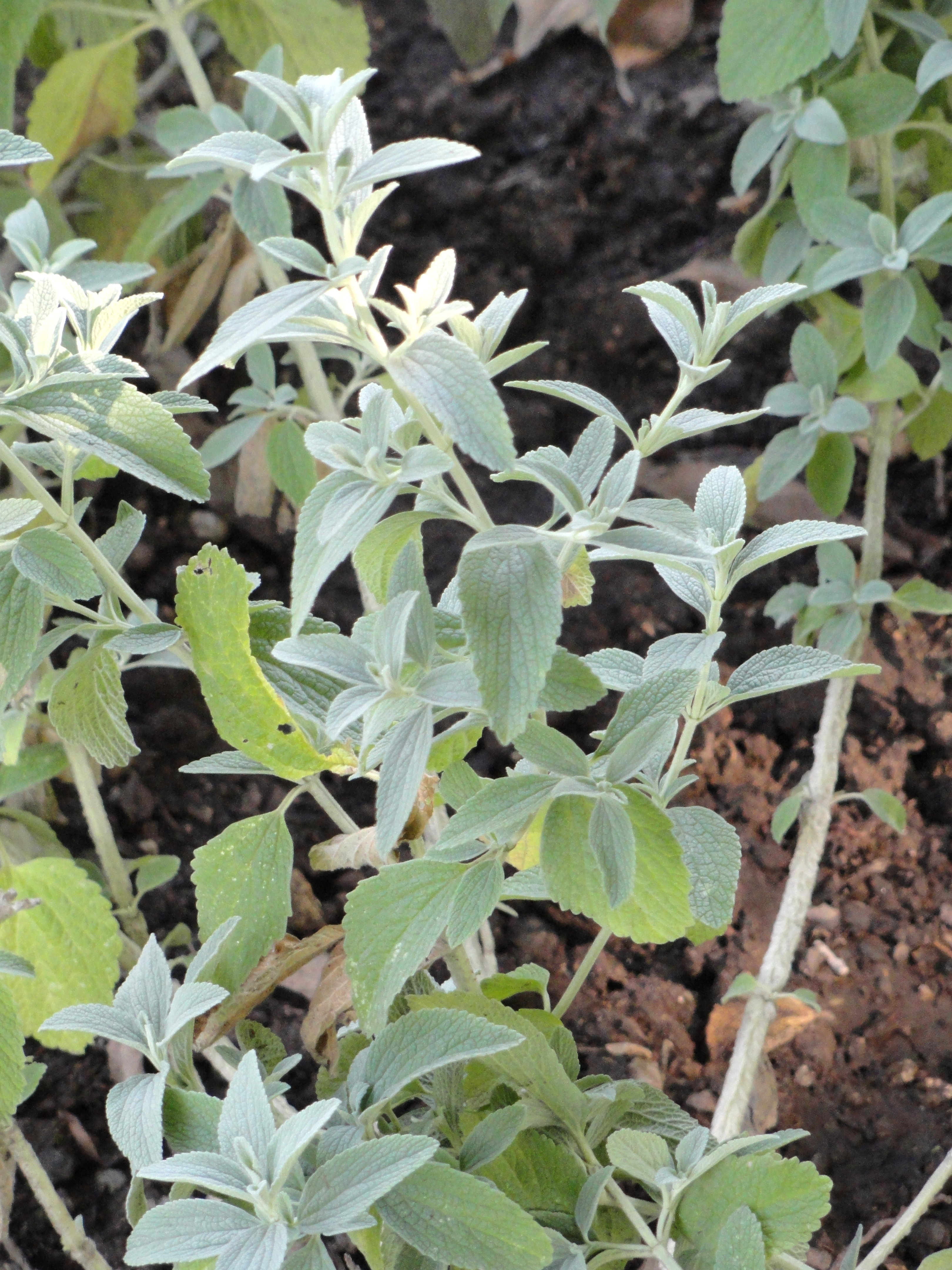
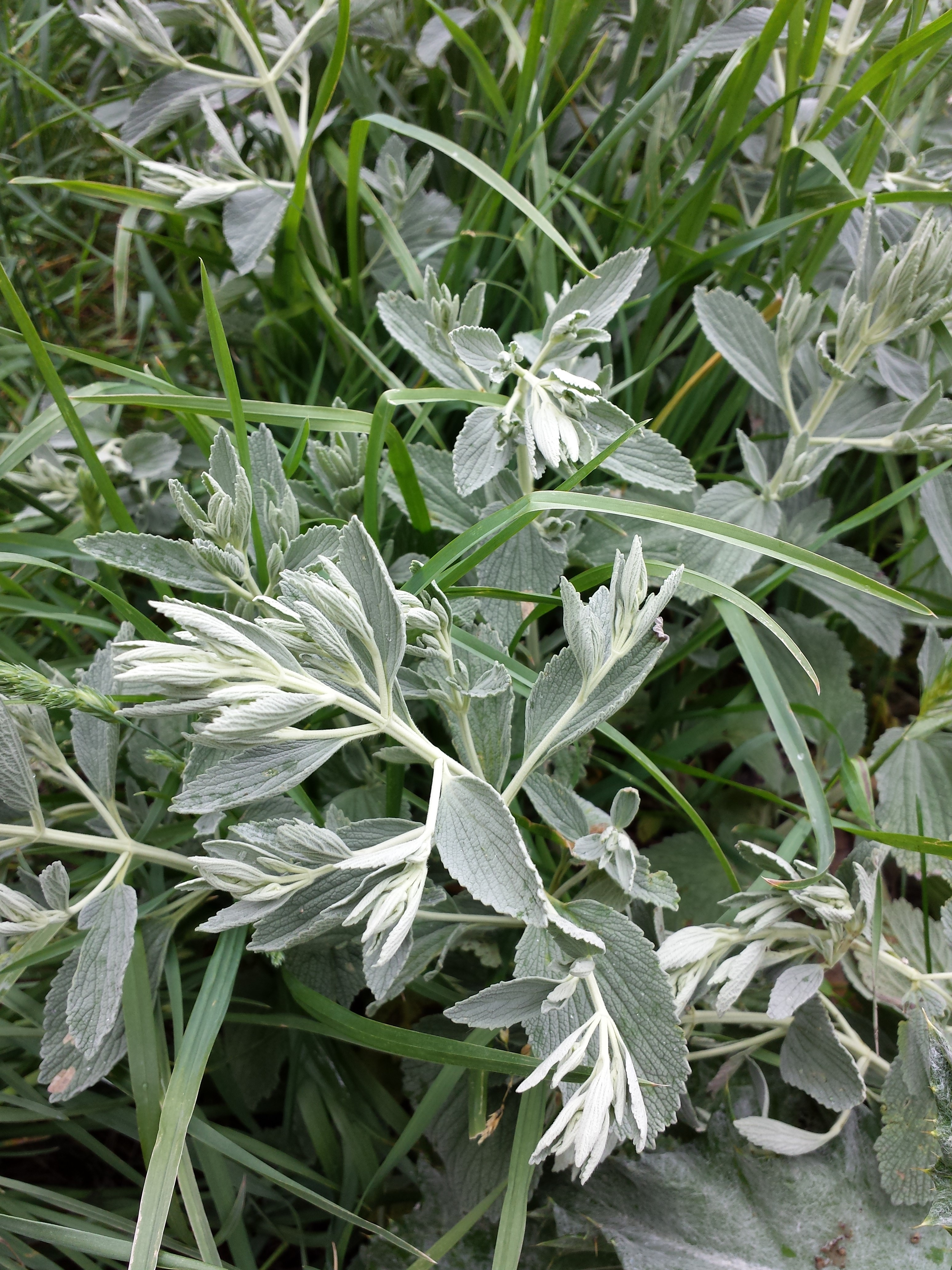
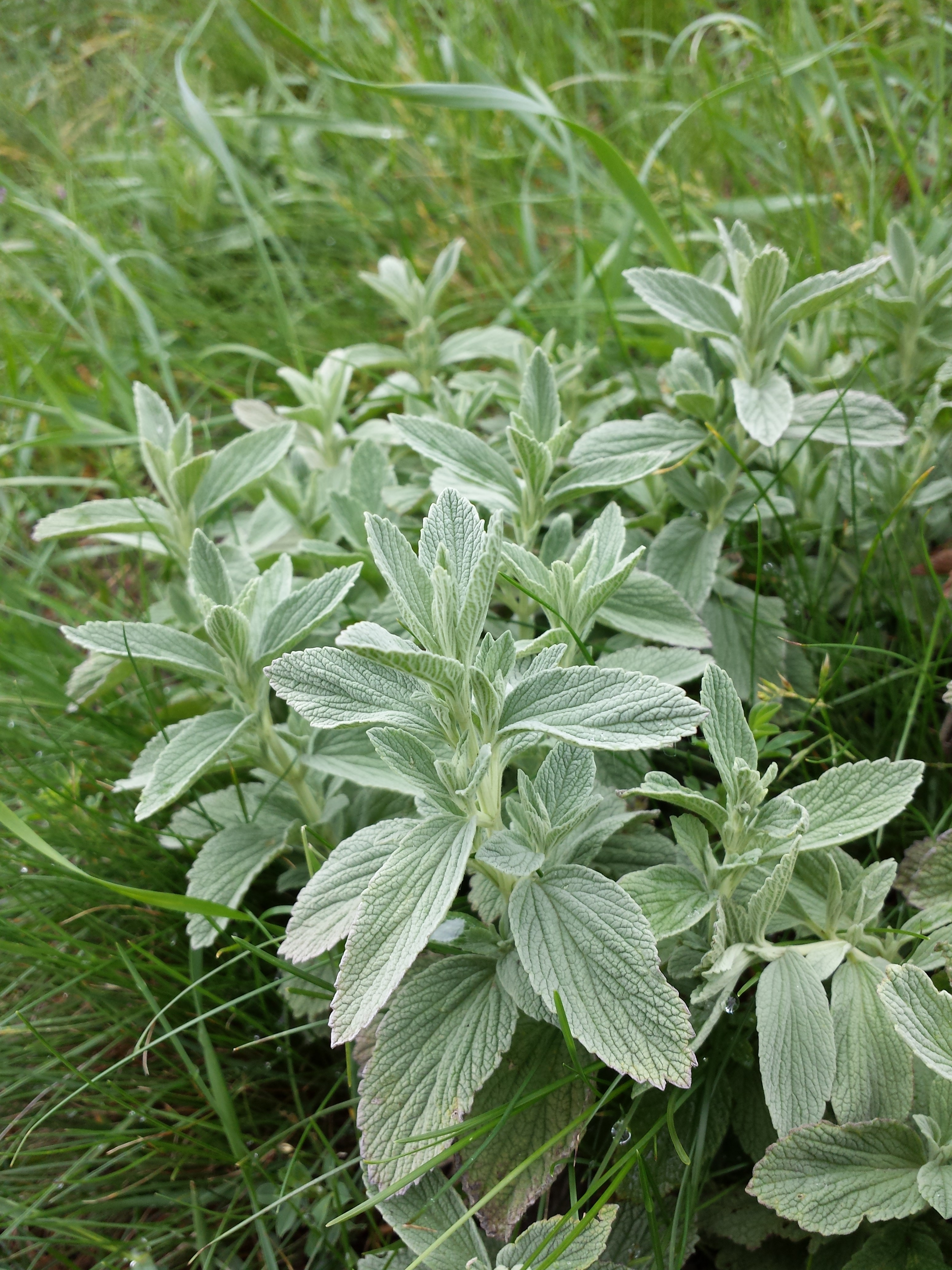
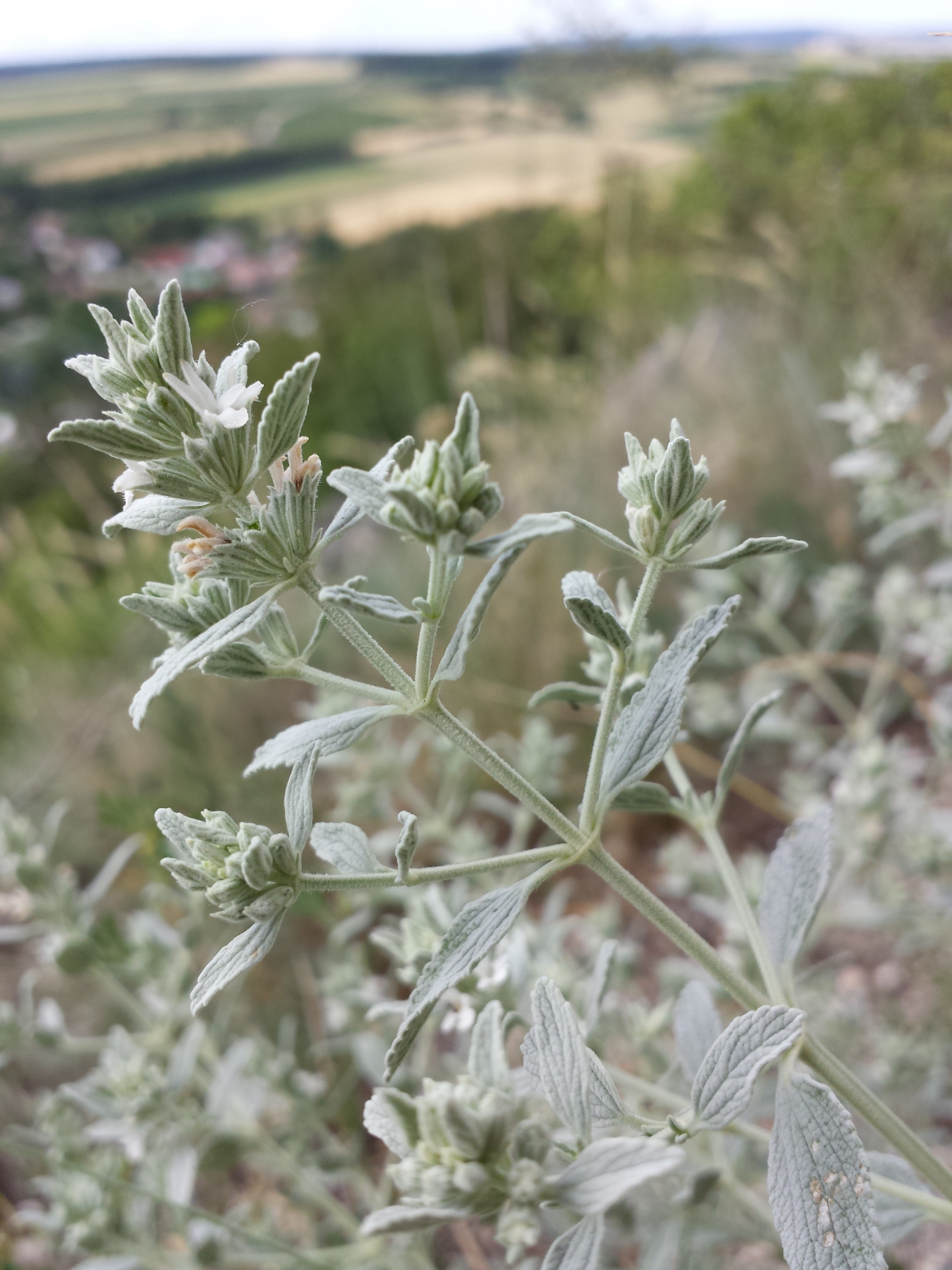
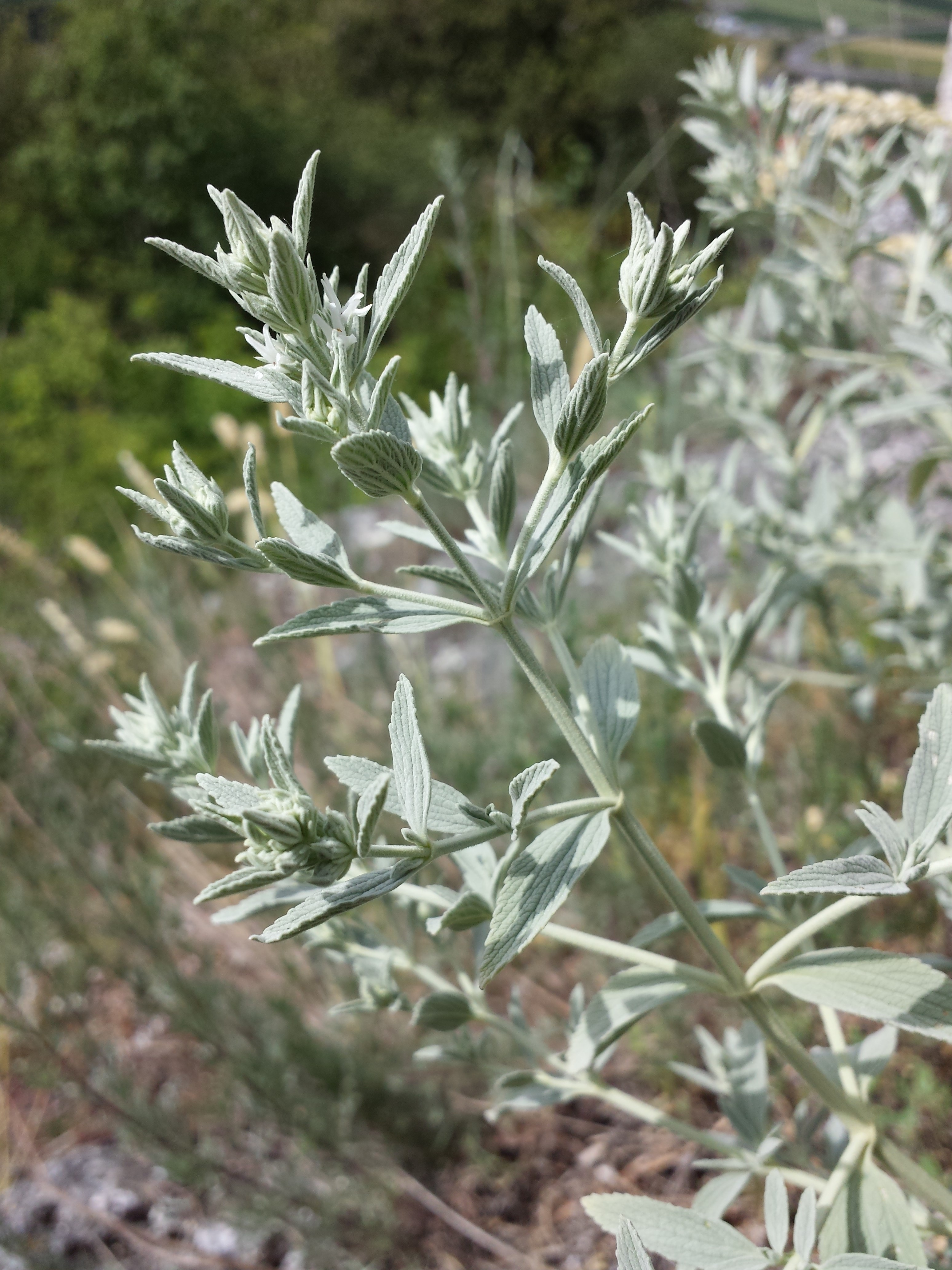
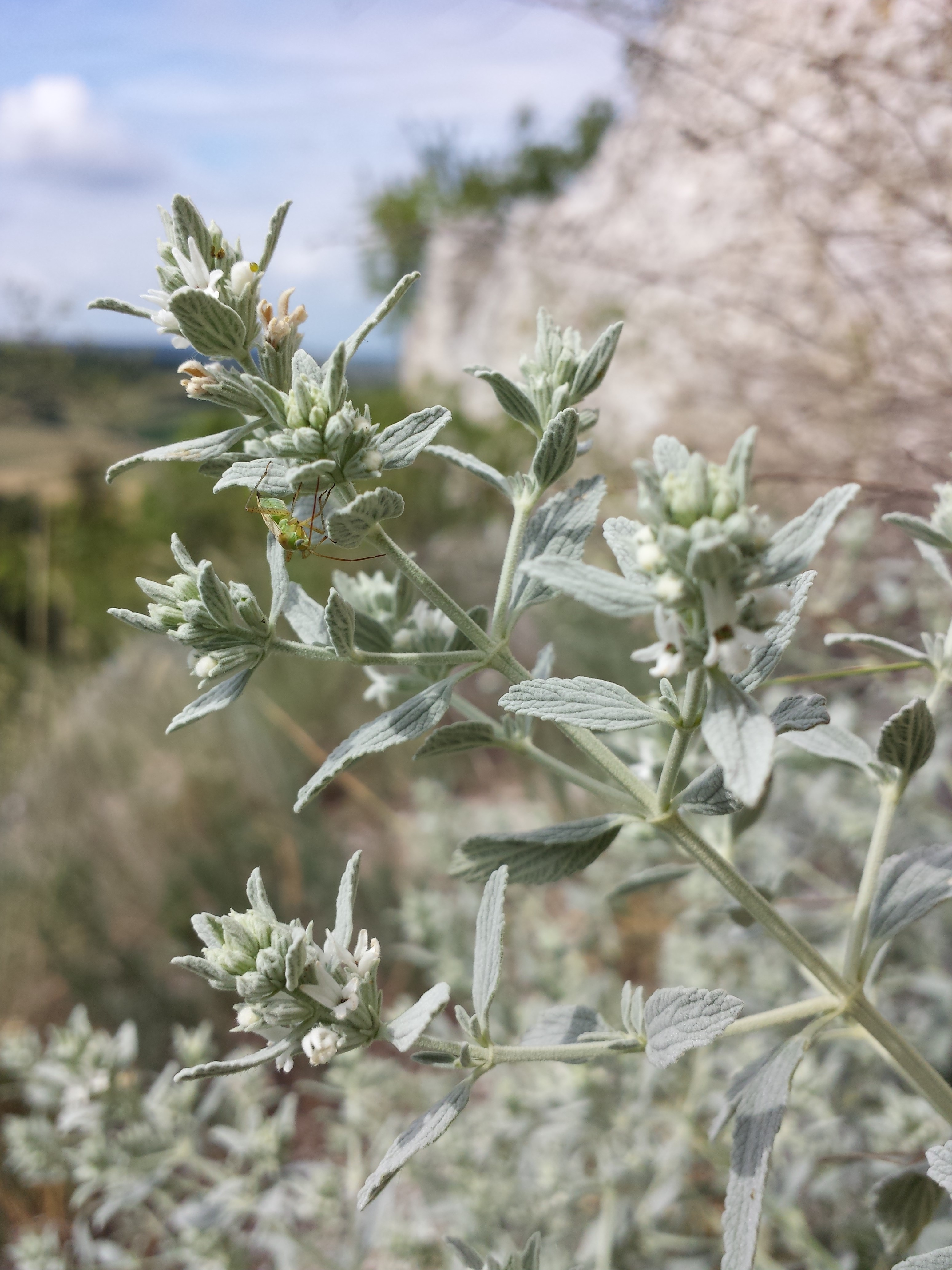